# 2-ossoglutarato sintasi
Negli organismi fotosintetici, la 2-ossoglutarato sintasi è un enzima appartenente alla classe delle ossidoreduttasi che catalizza la seguente reazione:
2-ossoglutarato + CoA + 2 ferredoxina ossidata ⇄ succinil-CoA + CO2 + 2 ferredoxina ridotta
Estremamente specifico per il 2-ossoglutarato, l'enzima si associa a tiamina pirofosfato (TPP) e a due cluster ferro-zolfo di tipo [4Fe-4S].

## Ossidoreduttasi specifiche per 2-ossoacidi
Questo enzima è una delle quattro ossidoreduttasi specifiche per 2-ossoacidi, che intervengono in modo estremamente specifico ed efficace nella decarbossilazione ossidativa di 2-ossoacidi, associando ad essi molecole di coenzima A. Oltre alla 2-ossoglutarato deidrogenasi, la famiglia comprende altre tre molecole contenenti TPP e [4Fe-4S]:
- piruvato sintasi (numero EC 1.2.7.1[1]);
- 3-metil-2-ossobutanoato deidrogenasi (ferredoxina) (numero EC 1.2.7.7[2]);
- indolpiruvato ferredoxina ossidoreduttasi (numero EC 1.2.7.8[3]).